# Überlaufquelle
Als Überlaufquelle bezeichnet man eine Quelle, bei der das an der Erdoberfläche zutage tretende Grundwasser nicht, einfach der Schwerkraft folgend, abwärts abfließt, sondern durch eine geologische Struktur im Untergrund, die wasserstauend wirkt und das bewegte Grundwasser zum Aufsteigen zwingt, die Quelle erreicht. Überlaufquellen sind ein Quelltyp in den Klassifizierungssystemen nach Stiny (1933), dort auch Überfließquellen genannt, und nach Prinz und Kampe (1934).
Da diese Klassifikation auf den Verhältnissen im geologischen Untergrund beruht und an der Erdoberfläche bei Geländekartierungen nicht sichtbar ist, wird sie bei hydrobiologisch und ökologisch ausgerichteten Quellkartierungen nicht verwendet.
Überlaufquellen können sich sowohl in Porengrundwasserleitern als auch in Karstgrundwasserleitern ausbilden. Gemeinsam ist, dass sich durch gestautes und dadurch aufsteigendes Grundwasser ein Reservoir im Poren- oder Kluftraum des Grundwasserleiters ausbildet, das in der Quelle überläuft. Überlaufquellen in Porengrundwasserleitern besitzen meist eine relativ ausdauernde Quellschüttung, während solche in Karstgrundwasserleitern oft rasch versiegen und unmittelbar vom Niederschlag im Einzugsgebiet abhängig sind. Im einfachsten Fall bilden von undurchlässigen, nichtleitenden Schichten eingefasste Grundwasserleiter eine Sattel- und Mulden-Struktur, in deren Mulde sich das Grundwasser staut, bis es an der tiefsten Stelle des so gebildeten Rands überläuft. Nicht alle Überlaufquellen sind allerdings an idealtypische Mulden gebunden. Es reicht aus, wenn sich der Querschnitt oder die Durchlässigkeit einer grundwasserleitenden Schicht deutlich verringern, zum Beispiel, indem in einer Sandschicht mit hohem Porenvolumen eine Tonlinse eingeschaltet ist. Durch den steigenden Wasserdruck kann hier das Grundwasser zum Aufsteigen gezwungen werden und als Überlaufquelle die Bodenoberfläche erreichen.